# Vol China Eastern Airlines 5398
Le 26 octobre 1993, un McDonnell Douglas MD-82 effectuant le vol China Eastern Airlines 5398, un vol intérieur régulier assurant la liaison entre l'aéroport international de Shenzhen Bao'an à l'aéroport international de Fuzhou Yixu (en), est sorti de la piste lors de son atterrissage, dans des conditions météorologiques défavorables. On compte deux morts et 10 blessés parmi les 80 passagers et membres d'équipage à bord.

## Accident

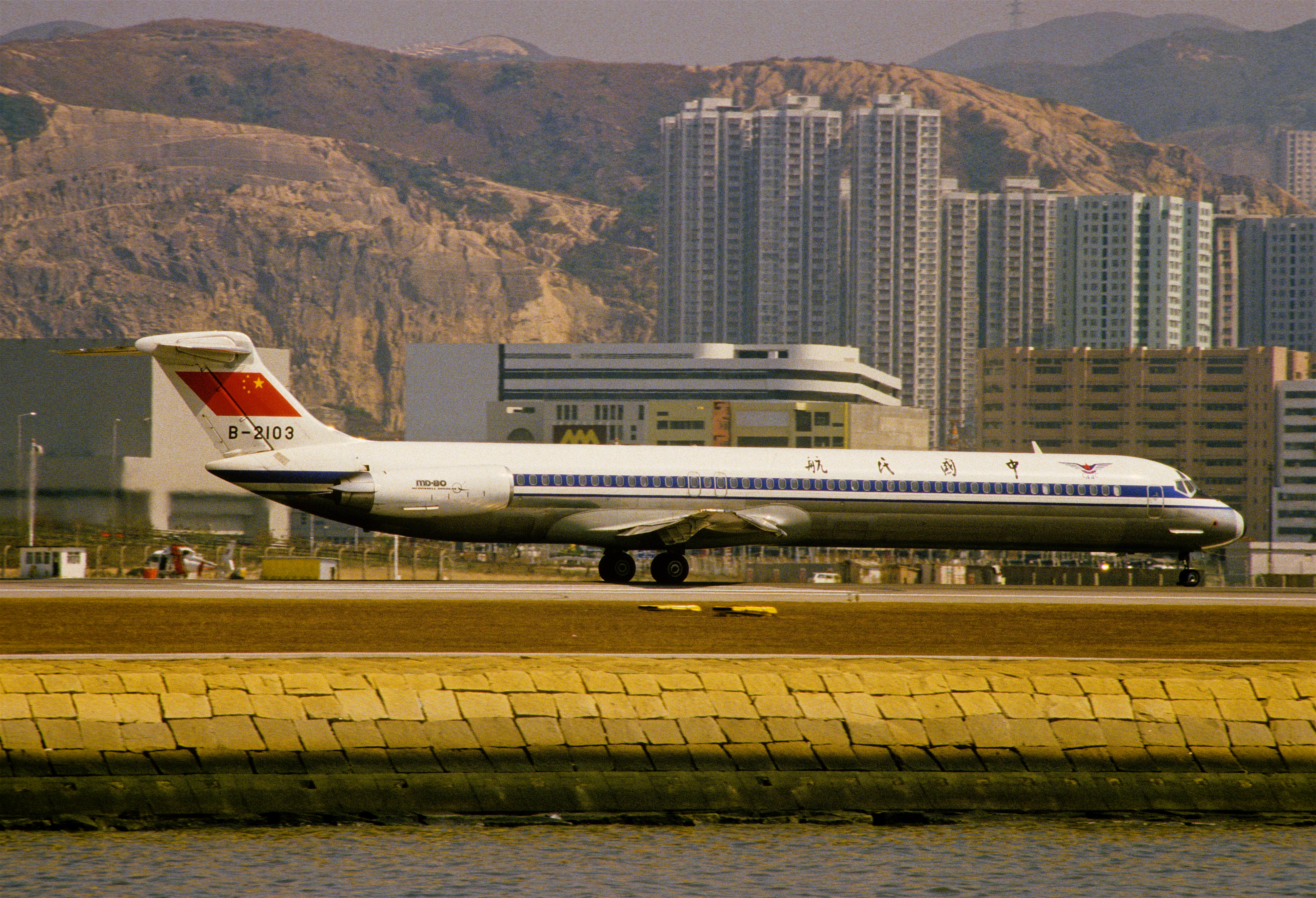
L'appareil impliqué dans l'accident, alors aux couleurs de la CAAC, ici photographié à Hong Kong en février 1986.

Le vol 5398 décolle de l'aéroport international de Shenzhen Bao'an à 11h50, et doit atterrir à 12h50 à l'aéroport international de Fuzhou Yixu (en). À 12h32, l'équipage a contacté la tour de contrôle de l'aéroport de Fuzhou pour préparer l'atterrissage. Il pleuvait à ce moment-là et la visibilité était de seulement 4 km. 
L'équipage a entamé la phase d'approche malgré la mauvaise visibilité et les vents violents, entraînant une forte déviation de l'appareil vers la droite de l'axe d'approche. L'équipage n'a pourtant pas interrompu l'atterrissage et déclenché une remise des gaz, mais a tenté de corriger leur trajectoire tout en poursuivant la descente vers la piste. 
À 1 km de la piste et à seulement 66 pieds (20 m) au-dessus du sol, l'équipage a décidé d'effectuer une remise de gaz, mais le MD-82 a continué à perdre de l'altitude, puis sa queue a heurté le tarmac, avant que l'avion ne sorte de la piste à grande vitesse et ne s'arrête prés d'un étang. Le fuselage s'est brisé en 3 morceaux sous la violence du choc. Deux personnes ont été tuées et dix autres sérieusement blessées.

## Enquête
L'enquête a révélé que l'équipage du vol 5398 a enfreint la procédure d'approche standard à l'aéroport de Fuzhou, et ne s'est pas suffisamment bien coordonné avec les contrôleurs aériens. La cause principale de l'accident a été jugée comme étant le non-respect des procédures standard, conduisant à une série d'erreur de pilotage.